# Појана Хумеј (Њамц)
Појана Хумеј (рум. Poiana Humei) насеље је у Румунији у округу Њамц у општини Оничени. Oпштина се налази на надморској висини од 362 m.

## Становништво
Према подацима из 2002. године у насељу је живело 268 становника, од којих су сви румунске националности.